# Исполнялся премудрости
«Исполнялся премудрости» — картина русского художника Василия Дмитриевича Поленова (1844—1927), произведение зрелого периода его творчества.

## История создания и судьба картины
Создание цикла картин про Христа Поленов считал «главным трудом своей жизни». Серия была опубликована в виде чёрно-белых репродукций в изданном самим Поленовым альбоме «Из жизни Христа», который стал библиографической редкостью сразу после публикации. Через три года в Праге был издан альбом с цветными репродукциями. Серия включала к 1909 году 65 произведений, по другим данным — 72, но в российских музеях и частных коллекциях сохранилось лишь незначительное количество картин. Длительное время существовало мнение, что основная часть произведений художника была продана в советское время в США и в настоящее время их местонахождение неизвестно.
Картина «Исполнялся премудрости» входит в эту серию работ. Она создана между 1896 и 1909 годами в технике масляной живописи по холсту. Размер — 40 × 58 сантиметров. Хранится в Нижегородском государственном художественном музее под инвентарным номер Ж-647.
Иногда эта картина воспринимается как этюд к окончательному варианту полотна. По утверждению некоторых искусствоведов В. А. Воробьёв передал эту картину вместе с другими 22 картинами русских художников в Румянцевский музей в 1918 году.
Ещё один вариант-повторение начала 1900-х годов, имеющий небольшие отличия, находится в собрании Третьяковской галереи. Картина поступила в музей как дар И. Н. Аржаниковой в 1984 году. Инвентарный номер — Ж-1005. Техника — холст на картоне, масло. Размер — 26,3 × 32 сантиметра. Справа внизу находится подпись: «ВПолѣновъ» (буквы «В» и «П» переплетены). На обороте печать-монограмма «ВП». Владельцами картины в разное время были Николай Сергеевич Аржаников и его дочь И. Н. Аржаникова. На юбилейной выставке 1994 года в Третьяковской галерее экспонировался именно этот вариант картины.

## Сюжет картины
Принято считать, что Поленов иллюстрирует слова Евангелия от Луки «Младенец же возрастал и укреплялся духом, исполняясь премудрости; и благодать Божия была на Нём». В создании картины Поленов использовал свои знания о повседневной жизни простых жителей современной ему Палестины, которую он посетил на Ближнем Востоке. Сам художник описывал в комментариях к полотну эту сцену так: «Внутренность двора в Назарете; справа у входа в помещение сидит старый учитель, перед ним на большой циновке — Младенец Иисус с книгою в руках». Французский историк христианства Эрнест Ренан в своей книге «Жизнь Иисуса» писал, что Иисус, «выучился читать и писать, без сомнения, согласно восточному методу, состоящему в том, что ребёнку дают в руки книгу, по которой он повторяет в такт со своими товарищами, пока не заучит наизусть. Школьным учителем в маленьком еврейском городке был всегда хаззан или чтец синагоги».
Художник собирался издать книгу, которая должна была стать философским комментарием к картинам цикла, «Иисус из Галилеи». Он намечал напечатать два её издания: одно — дешёвое, без иллюстраций, второе — иллюстрированное. Поленов хотел также напечатать и сочинённые им музыкальные произведения на евангельские сюжеты, избранные им для картин:

«Моё художественное завещание было бы неполно, если бы я не упомянул об моих музыкальных набросках. Работая над евангельским кругом в образе и слове, я пытался передать моё настроение и звуками. Рядом с этим у меня создалось несколько произведений, которые я намеревался сделать тоже общим достоянием…»
Рукопись «Иисус из Галилеи» не была опубликована, и в настоящее время хранится в коллекции Музея-заповедника В. Д. Поленова, а наброски и черновики — в отделе рукописей Третьяковской галереи.

## Особенности картины
Прямая цитата из Евангелия «Исполнялся премудрости», ставшая названием картины, трактуется с внешней, фабульной точки зрения. Маленький Иисус сидит перед старцем-учителем — именно так, по мнению Поленова, проходило обучение в древней Палестине.
Ученик сидит на значительном расстоянии от учителя, который находится на возвышении в нише, устроенной в каменной стене. Стена необходима для защиты от солнечного света, а возвышение, на котором сидит учитель, подчёркивает его авторитет в глазах ребёнка. Поленов умело создал атмосферу спокойствия и сосредоточенности мальчика.
Доцент кафедры истории и обличения русского сектантства Московской Духовной академии Александр Васильевич Ремезов считал, что художник разделял позитивистский и рационалистический взгляд на жизнь Христа:

«…весьма тяжелое предположение об этом, предположение, значительно омрачающее общее яркое впечатление от выставки, внушает одно из первых полотен: „Исполнялся премудрости“. Представлена обычная восточная обстановка начального обучения: на некотором расстоянии от седого раввина на ковре сидит мальчик Христос. Но в обычном истолковании приведенное художником выражение Евангелия (Луки 2, 40) сопоставляется с тем случаем, когда народ выражал удивление пред знанием Христом св. Писания: „как Он знает Писание, не учившись?“ И отсюда выводится, что Христос совсем не проходил никакой школы, так что и „исполнение премудростью“ ни в коем случае не принимается за обозначение обучения… Пусть теперь сам читатель решит, что иллюстрирует данная картина, в самом ли деле Евангелие, где определённо передается свидетельство народа о том, что Христос не учился или приведенные слова Ренана?»— Ремезов А. В. Жизнь Христа в трактации современного русского художника
Искусствоведы отмечают, что картинам цикла не свойственен жанровый характер. На основе впечатлений от путешествий по Востоку Поленов изображает картину мирной и идеально прекрасной природы, где всегда светит солнце и синеют небеса. В палитре художника преобладают бирюзово-голубые, розовато-сиреневые, золотисто-белые, изумрудно-зеленые краски.